# Nebelglocke

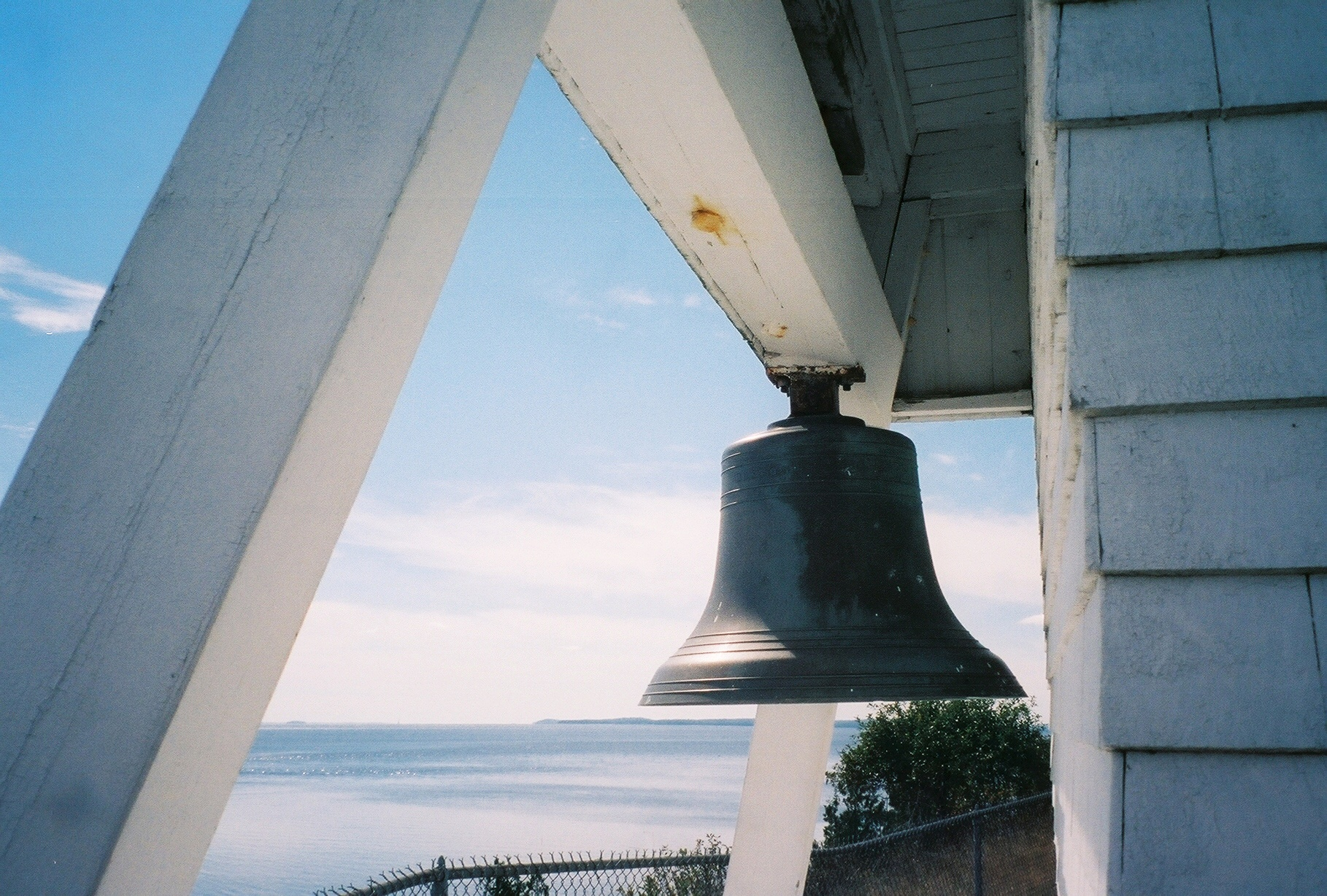
Nebelglocke am Fort Point Light, Stockton Springs, Maine

Eine Nebelglocke ist ein Schifffahrtszeichen, das als akustische Unterstützung der Navigation in der Schifffahrt dient, insbesondere bei Nebel und schlechter Sicht. Schwimmende Seezeichen mit Glocke werden als Glockentonne bezeichnet. Auf Schiffen wird für Schallsignale die Schiffsglocke eingesetzt. Durch geeignetere Schallerzeuger, aber auch durch die Entwicklung und Verbreitung von Radar, Satellitennavigation und elektronischen Kartensystemen haben die Nebelglocken an Bedeutung für die Seefahrt verloren.

## Seezeichen an Land

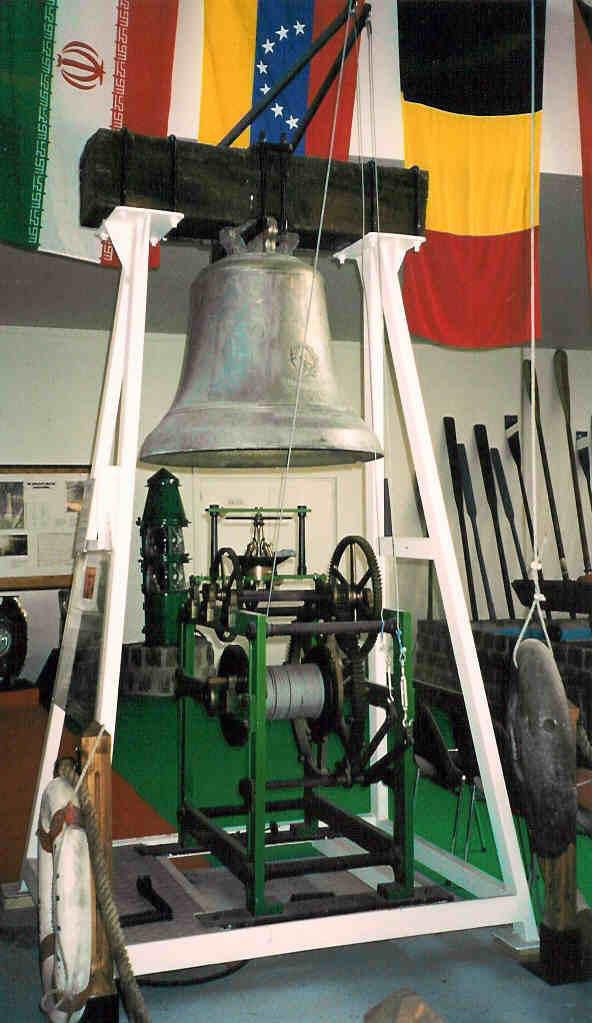
Im Schifffahrtsmuseum Rouen ausgestellte Glocke von der Mündung der Risle

Ab dem 18. Jahrhundert wurden in Europa für die Seefahrt Nebelsignale gegeben, anfangs Kanonen- oder Gewehrschüsse. Die erste Nebelglocke wurde 1766 auf der im Kattegat liegenden Schäre Nidingen vor der südschwedischen Küste bei Onsala installiert. Die Glocken wurden zunächst per Hand geläutet, was bei längerem Nebel eine lästige Aufgabe war, andere nutzten Mechanismen ähnlich einem Uhrwerk, die regelmäßig aufgezogen werden mussten. Andrew Morse Jr. entwickelte schließlich eine „unaufhörliche Nebelglocke“, die 1839 an der Penobscot Bay, der Mündung des Penobscot River, eingesetzt wurde. Sie bestand aus einem langen Holzbalken, der sich mit den Wellen auf und ab bewegte und dabei Gewichte anhob, die in der Abwärtsbewegung die Glocke anschlugen. Allerdings wurde der Schwimmkörper leicht vom Meer weggerissen. In der Folge wurden weitere Mechanismen entwickelt, die oft entweder an Leuchttürmen oder in eigenen Glockentürmen untergebracht waren.
An der östlichen Mole der Genfer Reede war von 1858 bis 1911 eine Nebelglocke installiert, die durch ein Molenfeuer ersetzt wurde. Die Internationale Schifffahrts- und Hafenordnung für den Bodensee vom 22. September 1867 machte den Einsatz von Nebelglocken verpflichtend: „In jedem Hafen muß eine helltönende Glocke, die sogenannte Nebelglocke, angebracht sein, welche bei Nebel und starkem Schneegestöber spätestens eine Viertelstunde vor der cursplanmäßigen Ankunftszeit der regelmäßigen und der angekündigten Extradampfboote bis zur Einfahrt in den Hafen in kurzen Zwischenzeiten geläutet werden muß.“
1878 gab es 93 Nebelglocken in den USA. Die Glocken hatten allerdings das Problem geringer Reichweite, insbesondere bei windigen Bedingungen. In England wurden die meisten mechanischen Nebelglocken um 1905, in den Vereinigten Staaten in den 1960er Jahren stillgelegt. Die meisten Glocken wurden mittlerweile durch wesentlich lautere Nebelhörner ersetzt. In Deutschland sind Nebelglocken noch beim Leuchtturm Kaiserschleuse („Pingelturm“) in Bremerhaven, am Leuchtfeuer Seemannshöft im Hamburger Hafen sowie am Bodensee in Langenargen, am Neuen Leuchtturm in Lindau sowie am Moleturm in Friedrichshafen in Betrieb. Die erste „Mistsignalklocke“ aus Nidingen wurde 1946 an das Seefahrtsmuseum Akvariet in Göteborg übergeben und ist vor dem Gebäude ausgestellt.
Vereinzelt dienten Nebelglocken auch der Orientierung an Land, so half die Glocke „Maria“ Wanderern auf den unwirtlichen Hochflächen im Aubrac, das Hospital von Aubrac in Frankreich zu finden.

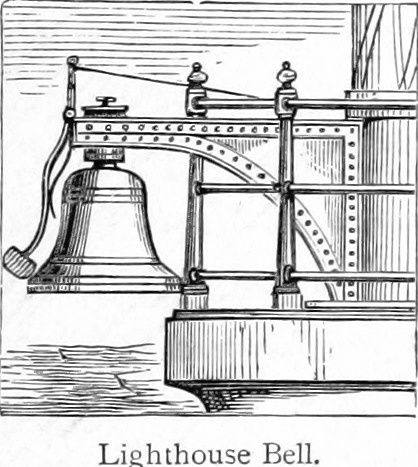
Glocke an einem Leuchtturm, Skizze von 1884
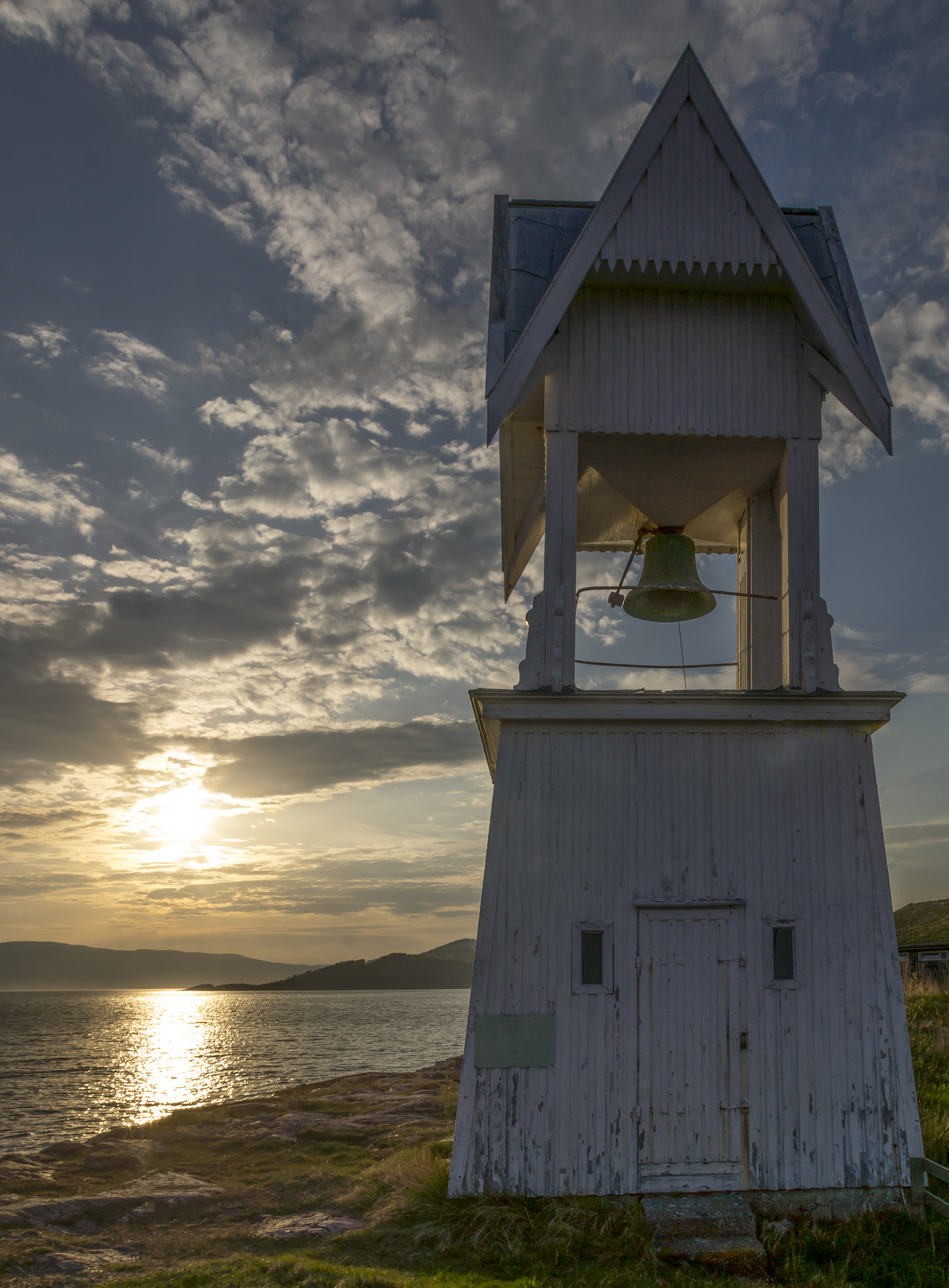
Glockenturm Rødberg bei Stadsbygd in der norwegischen Kommune Indre Fosen am Trondheimfjord
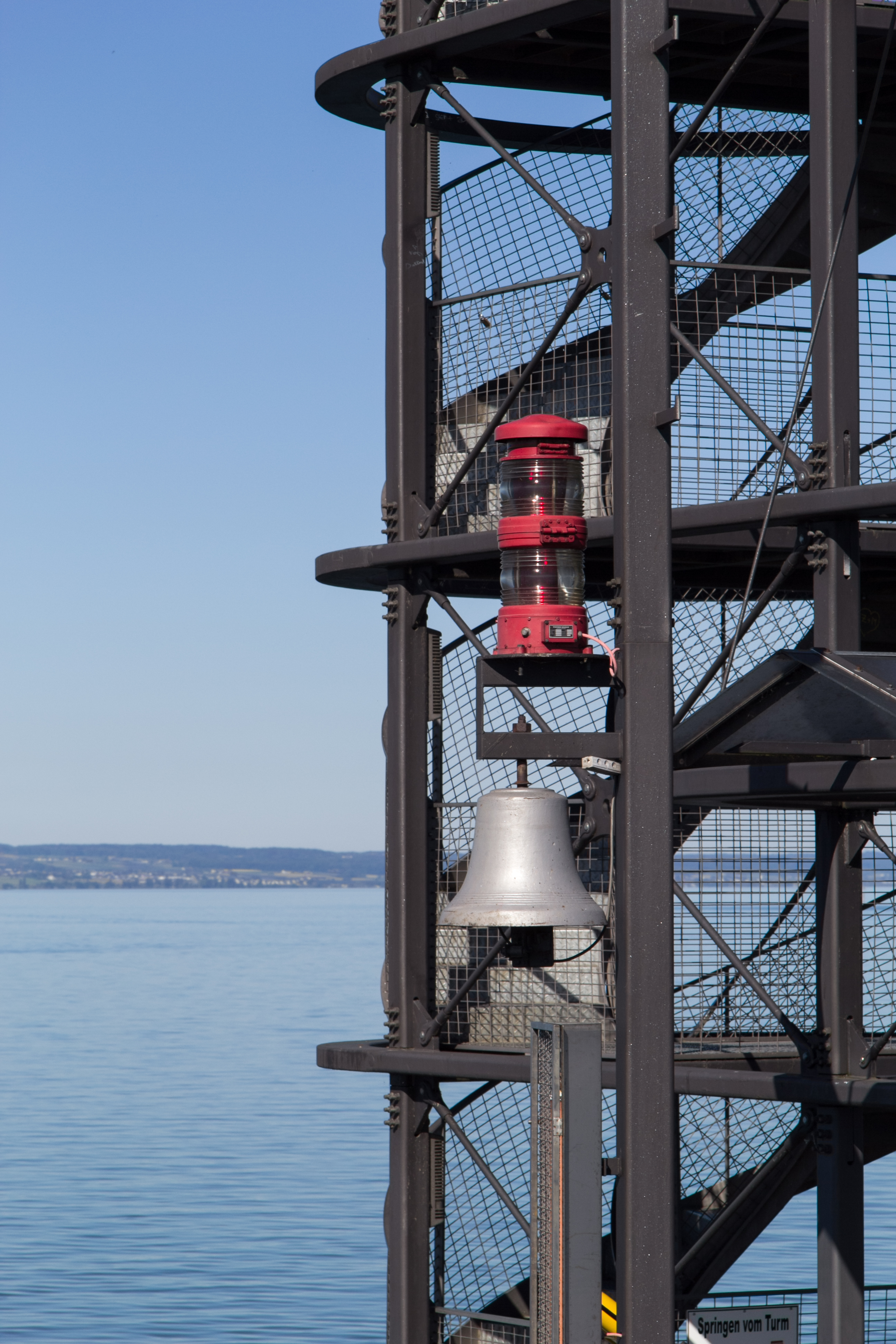
Befeuerung und Glocke am Moleturm in Friedrichshafen
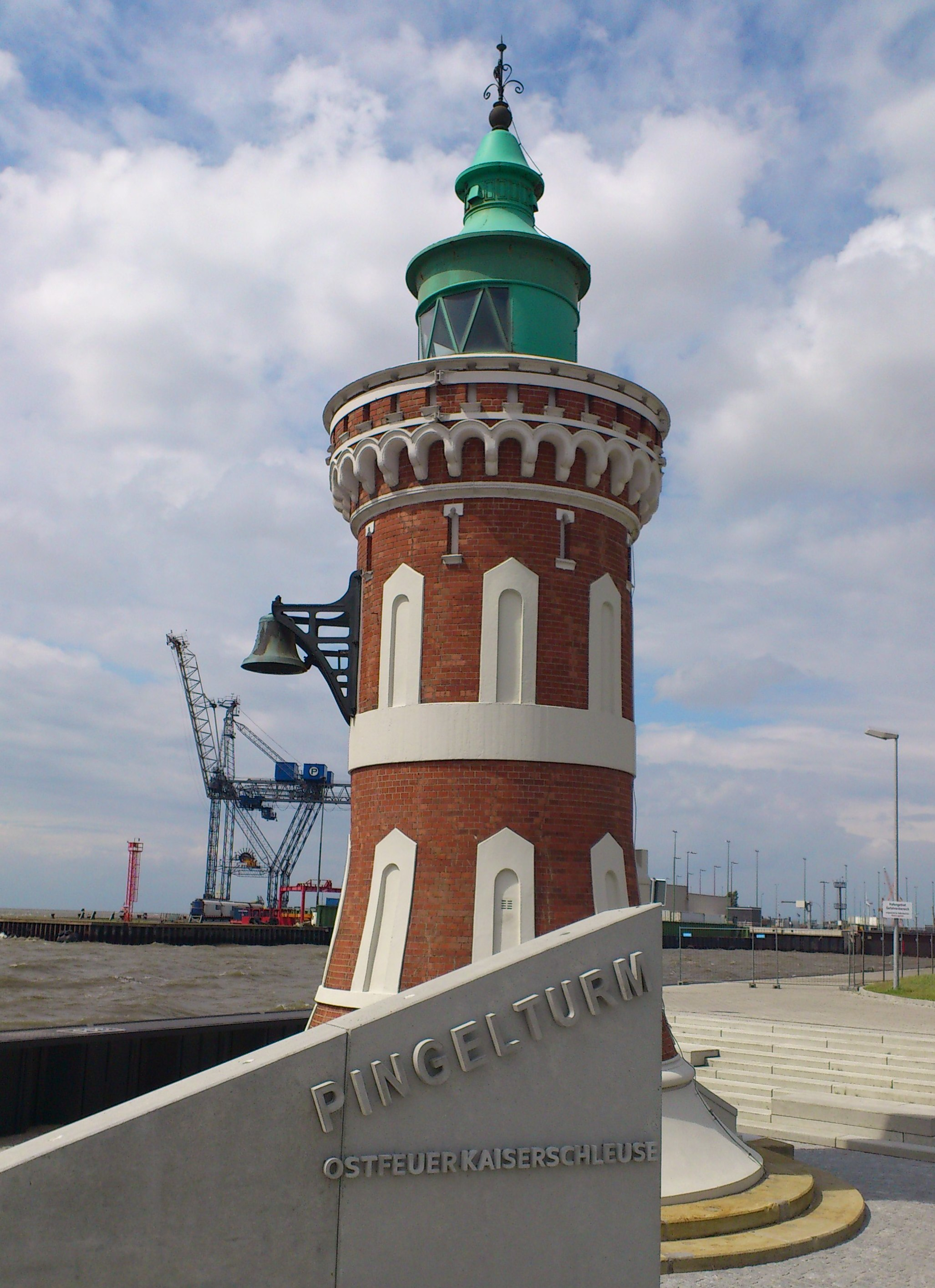
„Pingelturm“ in Bremerhaven
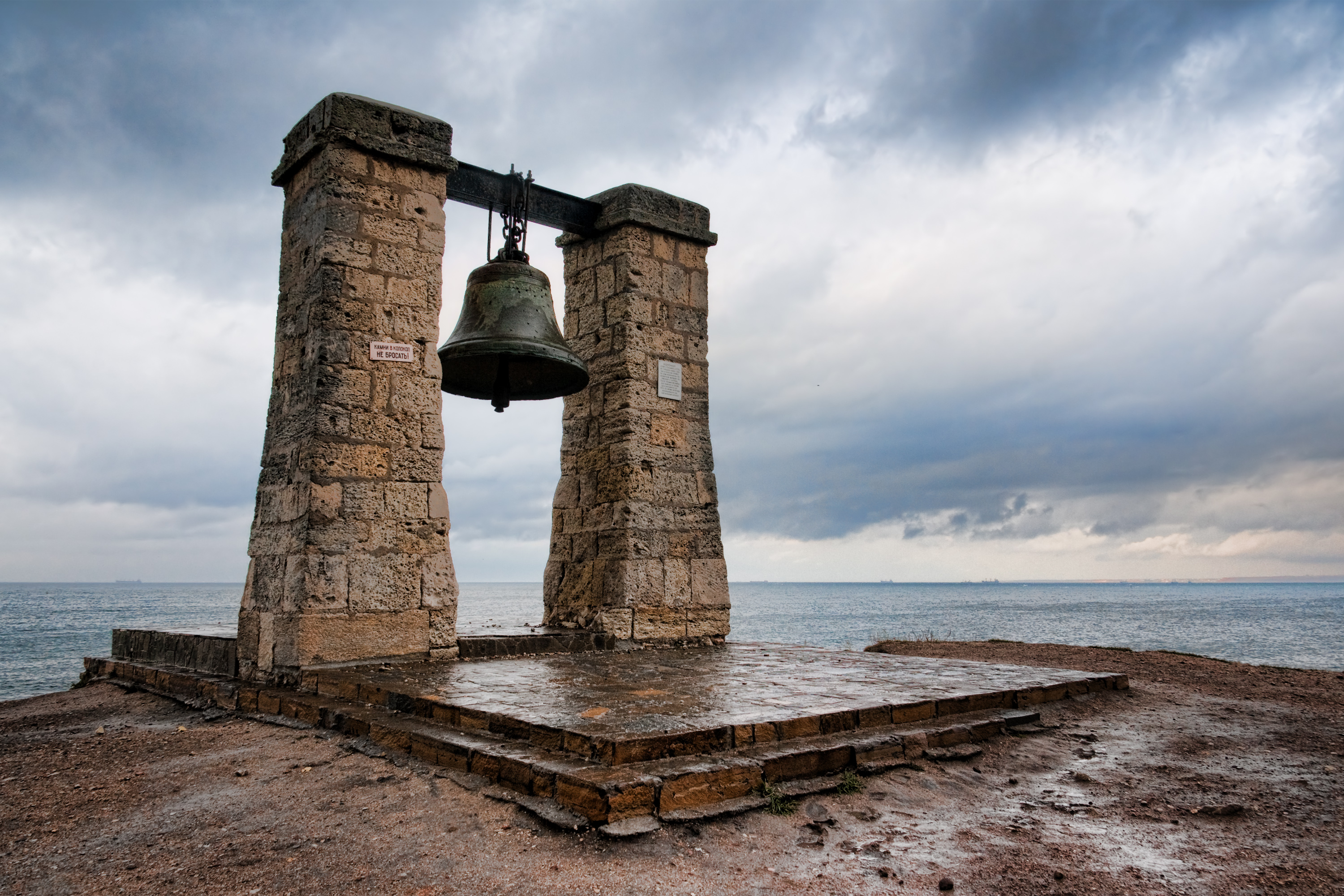
Nebelglocke von Chersones, Symbol von Sewastopol (Krim), 1778 aus türkischen Kanonen gegossen

## Glockentonnen

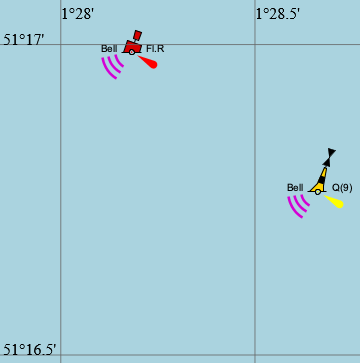
OpenSeaMap-Seekarte mit einer Backbordtonne und einer Westkardinale mit Hinweis auf ein Schallsignal und Beschriftung Bell

Eine Glockentonne (früher auch Glockenboje) ist ein schwimmendes Seezeichen mit einer Glocke, die durch den Seegang zum Klingen gebracht wird. Sie gehört zu den Schalltonnen und von der Form her zu den Bakentonnen. In Seekarten sind Glockentonnen mit englisch bell bezeichnet. Die Entwicklung dieser schwimmenden Seezeichen geht auf das 19. Jahrhundert zurück. Anfangs wurden kleine Boote mit Glocken bestückt und verankert. Die erste echte Glockentonne wurde 1852 von Lieutenant Brown entwickelt, der beim zum Finanzministerium der Vereinigten Staaten gehörenden Lighthouse Establishment arbeitete. Er nahm eine Boje und konstruierte eine Halterung für die Glocke, unter der er eine Platte mit radialen Rillen anbrachte, auf der eine Kanonenkugel rollte und vom Seegang bewegt die Glocke anschlug. Erstmals eingesetzt wurde eine Glockenboje 1855. Heutige Glockentonnen haben zumeist mehrere an der Außenseite der Glocke angebrachte, bewegliche Schlägel.
Damit waren diese Schalltonnen vor den befeuerten Leuchttonnen im Einsatz, die ab 1876 produziert wurden. Denselben Zweck wie Glockentonnen haben die 1876 erfundenen Heultonnen sowie Gongtonnen (englisch gong buoys), die 1921 erfunden wurden. Letztere haben drei oder vier flache, senkrecht übereinander montierte Glocken mit unterschiedlichen Tonhöhen, wodurch sie akustisch von einzelnen Glocken zu unterscheiden sind. Sie werden ausschließlich in den USA verwendet und sind mit der Beschriftung Gong in Seekarten verzeichnet. Experimente in dieser Zeit, die Glocken elektrisch anzuschlagen oder sie gleich durch elektrische Signalanlagen zu ersetzen, waren nicht erfolgreich, weil die Elektronik dem Seegang und dem Salzwasser nicht gewachsen war.
Glockentonnen werden meistens vom Seegang unregelmäßig zum Läuten gebracht und haben dann keine feste Kennung. Nur vereinzelt werden besondere Schlagwerke mit regelmäßigen Glockenschlägen eingesetzt. Schalltonnen sind hauptsächlich als Ansteuerungstonnen für die Eingänge von Fahrwassern von der See her geeignet.
Im deutschen Küstenmeer sind nur noch wenige Glockentonnen zu finden: eine befindet sich in der Kieler Förde vor Laboe an einer Untiefe und vor Norderney wurde im April 2022 eine weitere ausgelegt. Die letzte Glockentonne des Weserreviers wurde 2006 ins Deutsche Schifffahrtsmuseum nach Bremerhaven gebracht.

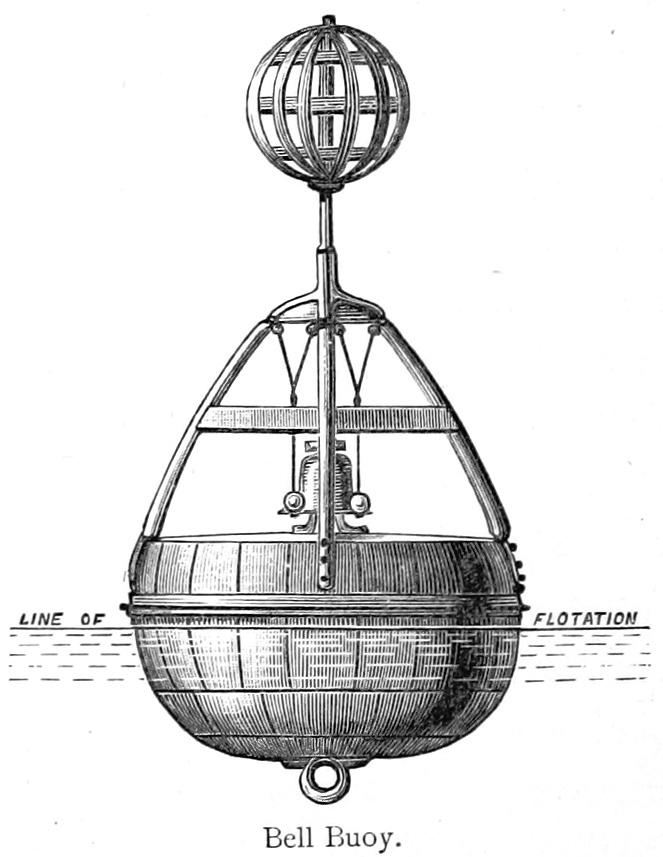
Skizze aus einem britischen Seezeichenverzeichnis, 1884
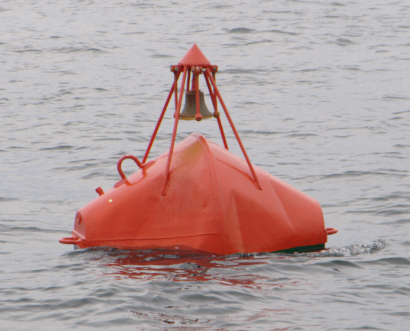
Glockentonne in der Kieler Förde vor Laboe
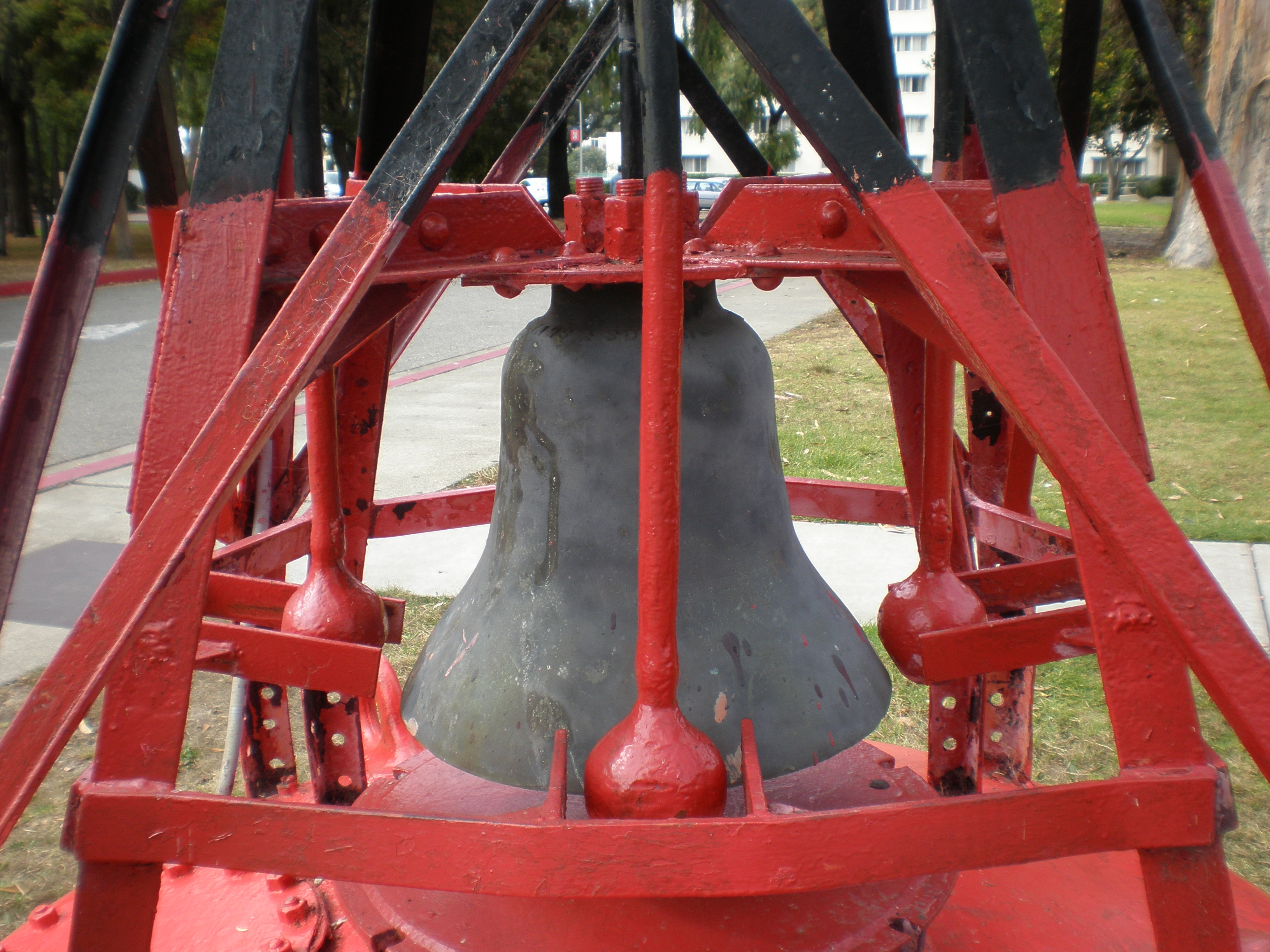
Glocke mit vier Schlägeln einer auf Treasure Island, Kalifornien, ausgestellten Tonne
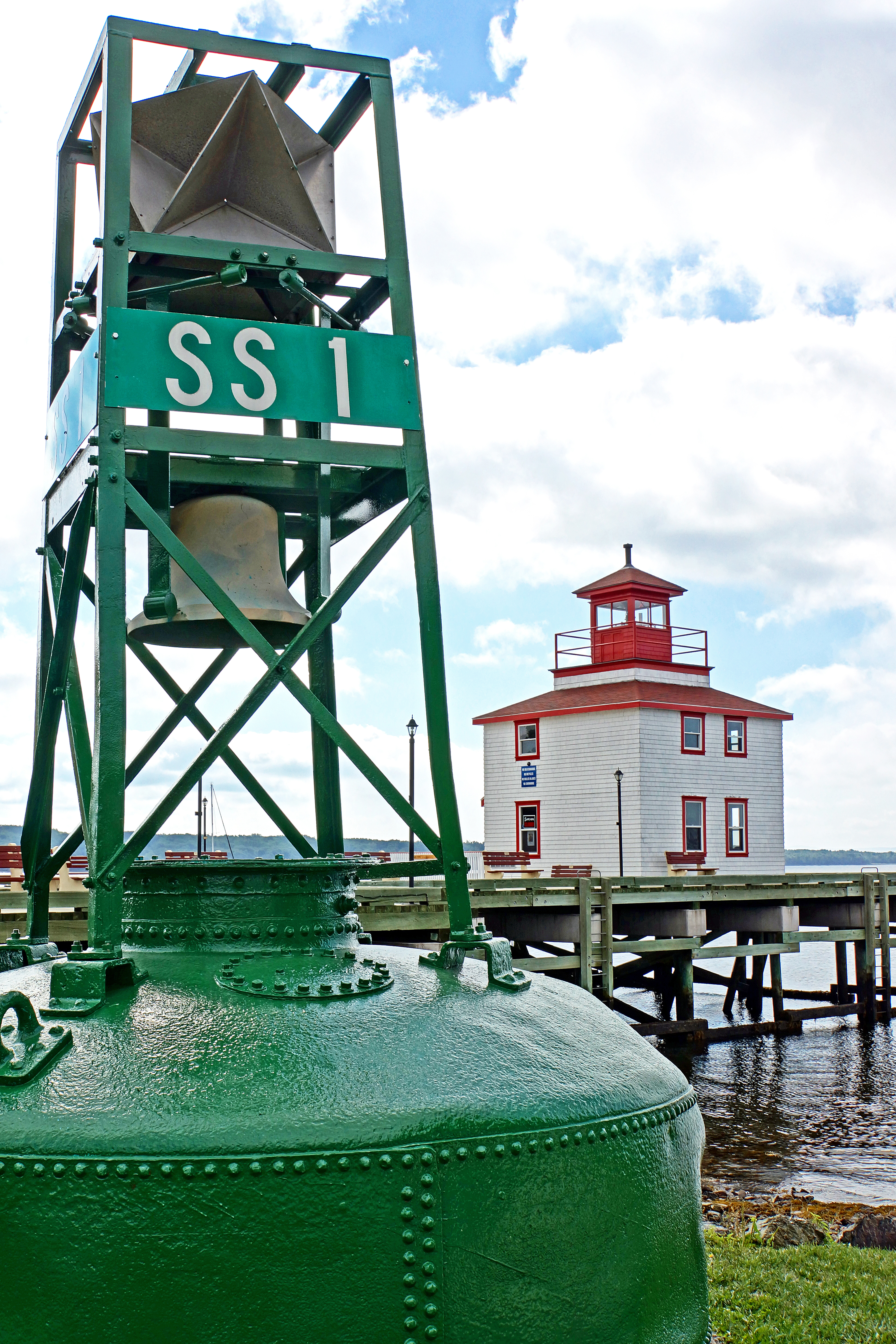
Glockentonne im Pictou Lighthouse Museum, Nova Scotia, Kanada
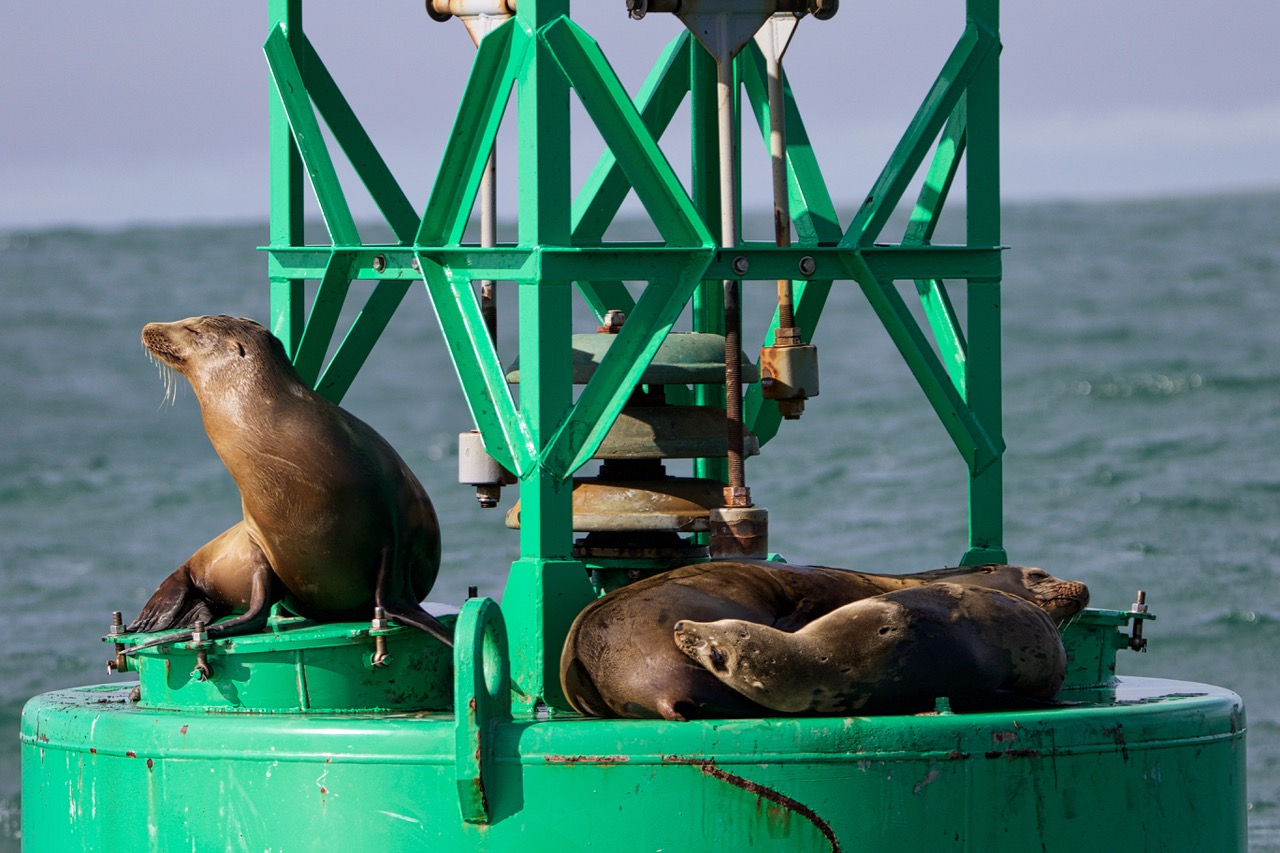
„Gongtonne“ mit mehreren Glocken und kalifornischen Seelöwen

## Glocken unter Wasser
Versuche mit Glocken unter Wasser wurden zuerst 1826 im Genfersee von Charles-François Sturm und Jean-Daniel Colladon unternommen, um die Schallgeschwindigkeit zu bestimmen. Ende des 19. Jahrhunderts begann man, Glocken an Feuerschiffen unter der Wasseroberfläche zu installieren, deren Klang von den Schiffen im Nebel mit Stethoskopen oder Mikrofonen empfangen wurde. Der Vorteil war, dass die Schallausbreitung unter Wasser wesentlich geradliniger ist als in der Luft, sodass die Ortung präziser ist.
Vorangetrieben wurde diese Entwicklung 1901 durch die Gründung der Submarine Signal Co. in Boston, die zahlreiche Feuerschiffe mit Glocken und Schiffe mit Empfängern ausrüstete. Verbessert wurde der Tonempfang durch die Entwicklung von Hydrophonen u. a. durch Elisha Gray. In den letzten Jahren vor dem Ersten Weltkrieg hatte sich diese Technik derart bewährt, dass fast alle größeren Schiffe mit solchen Empfängern ausgerüstet waren. In Deutschland war beispielsweise ein Feuerschiff vor Helgoland mit einer Unterwasserglocke ausgerüstet. Mit entsprechenden Richtungshörern ausgerüstete Schiffe konnten bei mäßigem Seegang die Signale auf 20–30 km Entfernung hören, bei schlechtem Wetter noch 10 km. Die Glocken wurden durch Pressluft zum Klingen gebracht, allerdings bald durch elektrische Transducer ersetzt. Die Ideen unterirdischer Schallerzeugung und -detektion wurde von Reginald Fessenden für die Entwicklung des Sonars eingesetzt.

## Verbreitung von Nebelglocken
In der freien Seekarte OpenSeaMap wurden von Freiwilligen 175 Seezeichen mit Glocken als Nebelsignal eingetragen, dem gegenüber stehen 12 Gongs, 14 Diaphone, 99 Heuler, 103 Sirenen und 787 Nebelhörner (Stand April 2024). Diese Zahlen sind allerdings unvollständig und allenfalls zum Vergleich der Bedeutung der einzelnen Schallsignale untereinander geeignet.

## Nebelglocken in der Literatur
Der britische Schriftsteller Rudyard Kipling (1865–1936) schrieb das Gedicht The Bell Buoy, in dem die Glocke auf einer Glockentonne an einer Untiefe sich mit einer Kirchenglocke vergleicht und beschließt, nicht mit ihrem „Bruder ein Stück landeinwärts tauschen“ zu wollen. Die Kirchenglocke müsse, kontrolliert von der Autorität der Kirche, mit „finsteren Mächten“ kämpfen, statt unabhängig ihre lebenswichtige Arbeit zu verrichten und mit der dunklen See zu kämpfen.
Im Gedicht The Dry Salvages verarbeitet T. S. Eliot seine Erinnerung an die Glockenboje vor Cape Ann:

„Und unter dem Druck des schweigenden Nebels
Läutet die Glocke
Misst Zeit, nicht die unsrige, von der nicht eiligen
Dünung geläutet, Zeit…“